# Théophile Onfroy
Pour les articles homonymes, voir Onfroy.
Théophile Onfroy est un rameur français, né le 29 décembre 1992 à Verdun. Il est le frère de Valentin Onfroy.

## Biographie
Il remporte aux Championnats d'Europe d'aviron 2016 à Brandebourg-sur-la-Havel une médaille de bronze en quatre sans barreur avec Benjamin Lang, Mickaël Marteau et son frère Valentin.
Les frères Onfroy sont médaillés de bronze du deux sans barreur aux Championnats du monde d'aviron 2018 à Plovdiv.
En 2018, Théophile Onfroy intègre le Dispositif Athlètes SNCF en tant que responsable opérationnel de service en gare de Nancy.

## Palmarès

### Jeux olympiques d'été
- 11e en quatre de pointe sans barreur à Rio de Janeiro  Brésil

### Championnats du monde
2014
- 4e en quatre de pointe sans barreur poids léger (LM4-) à Amsterdam  Pays-Bas

2015
- 2e en deux de pointe sans barreur poids léger à (LM2-) Aiguebelette  France

2017
- 4e en deux de pointe sans barreur (M2-) à Sarasota  États-Unis

2018
- 3e en deux de pointe à (M2-) Plovdiv  Bulgarie

### Championnats du monde moins de 23 ans
2012
- 3e en quatre de pointe sans barreur poids léger (BLM4-) à Trakai  Lituanie

2013
- 3e en quatre de pointe sans barreur poids léger (BLM4-) à Ottensheim  Autriche

### Championnats du monde junior
2014
- 14e en quatre de couple (JM4x) à Racice  Tchéquie

### Coupe du monde
2017
- 3e en deux de pointe sans barreur (M2-) à Lucerne  Suisse
- 1er en deux de pointe sans barreur (M2-) à Poznań  Pologne

2018
- 2e en deux de pointe sans barreur (M2-) à Lucerne  Suisse
- 3e en deux de pointe sans barreur (M2-) à Ottensheim  Autriche

### Championnats d'Europe
2014
- 4e en deux de pointe sans barreur poids léger à Belgrade  Serbie

2015
- 2e en deux de pointe sans barreur poids léger à Poznań  Pologne

2016
- 3e en quatre de pointe sans barreur à Brandenburg  Allemagne

2017
- 2e en deux de pointe sans barreur (M2-) à Racice  Tchéquie

2020
- 11e en deux de pointe sans barreur (M2-) à Poznań  Pologne